# Тозини, Микеле
Микеле Тозини, известный также как  Микеле ди Ридольфо дель Гирландайо (итал.  Michele Tosini, detto anche Michele di Ridolfo del Ghirlandaio; 8 мая 1503, Флоренция — 28 октября 1577, Флоренция) — итальянский живописец периода маньеризма флорентийской школы.

## Биография
Микеле Тозини учился живописи у Лоренцо ди Креди и Антонио дель Черайоло, позднее перешёл в мастерскую Ридольфо дель Гирландайо, который стал ему приёмным отцом и позволил ему использовать своё имя.
Джорджо Вазари в «Жизнеописаниях» (Второе издание, 1568) сообщает, что Микеле стал настолько близким сотрудником Ридольфо, «что там, где он имел от него треть прибыли, они соглашались делать работы вместе за половину», и что первые произведения, в которых признан его личный вклад, почти неотличимы от живописи Ридольфо. В дальнейшем влияние на его творчество оказала живопись Фра Бартоломео и Андреа дель Сарто. Позже он перешёл к более эксцентричным формам маньеризма, сотрудничая с Джорджо Вазари в написании фресок для Зала Чинквиченто в Палаццо Веккьо во Флоренции.
Художник всё более склонялся к маньеризму, который доминировал в те годы в работах самых известных художников флорентийской школы. К 1540-м годам в его работах стало заметно влияние Франческо Сальвиати и Аньоло Бронзино. По примеру Вазари, Тозини заимствовал элементы творчества Микеланджело, некоторые из наиболее известных работ мастера написаны в манере великого художника.
В поздний период его живопись стала более сдержанной, отвечая новой эстетике периода Контрреформации. Среди его наиболее важных произведений, вдохновлённых искусством Андреа дель Сарто, — «Рождество» и «Три архангела», хранящиеся в Бадиа-ди-Пассиньяно. 
Микеле Тозини был также признанным портретистом. Его основные работы в этом жанре — «Портрет женщины» (Палаццо Питти, Флоренция) и «Портрет мужчины», хранящийся в коллекции Антинори, расположенной на вилле дель Чильяно в Сан-Кашано-ин-Валь-ди-Пеза.
Среди его произведений — фрески, созданные в капелле виллы Казеротта, датированные 1540 годом, а также картины на лицевой и оборотной стороне алтаря Санта-Мария-делла-Кверча в Витебро.
Согласно Вазари, Тозини возглавлял мастерскую, в которой были созданы многие алтарные картины. Как и другие художники того времени, Тозини выполнял заказы с помощью учеников и подмастерьев, завершая лишь самые ответственные детали.
Учениками Тозини были Бернардино Поччетти и Франческо Брина.

## Галерея

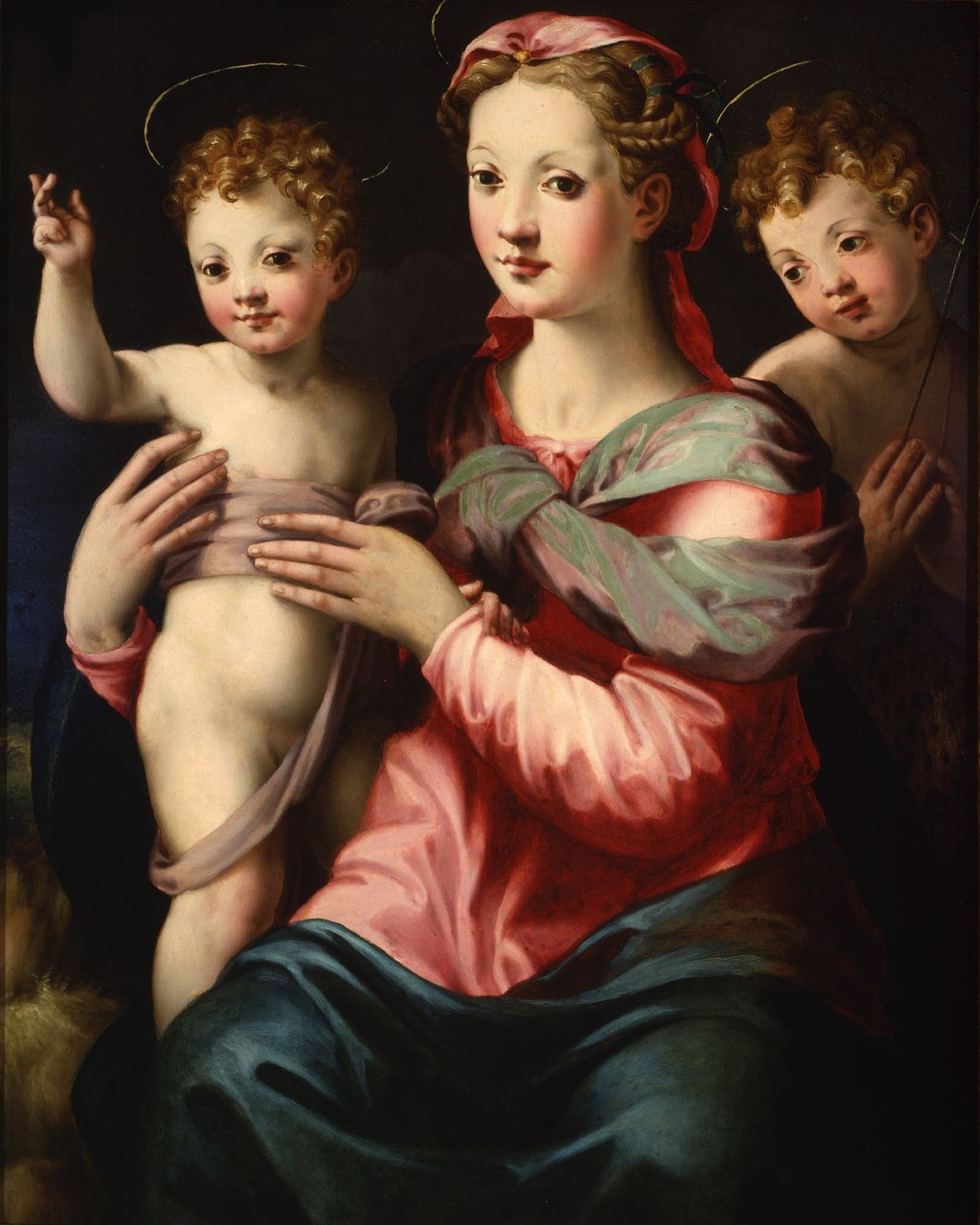
Мадонна с Младенцем и Святым Иоанном Крестителем. Дерево, масло. Музей искусств Палмера, Пенсильвания, США
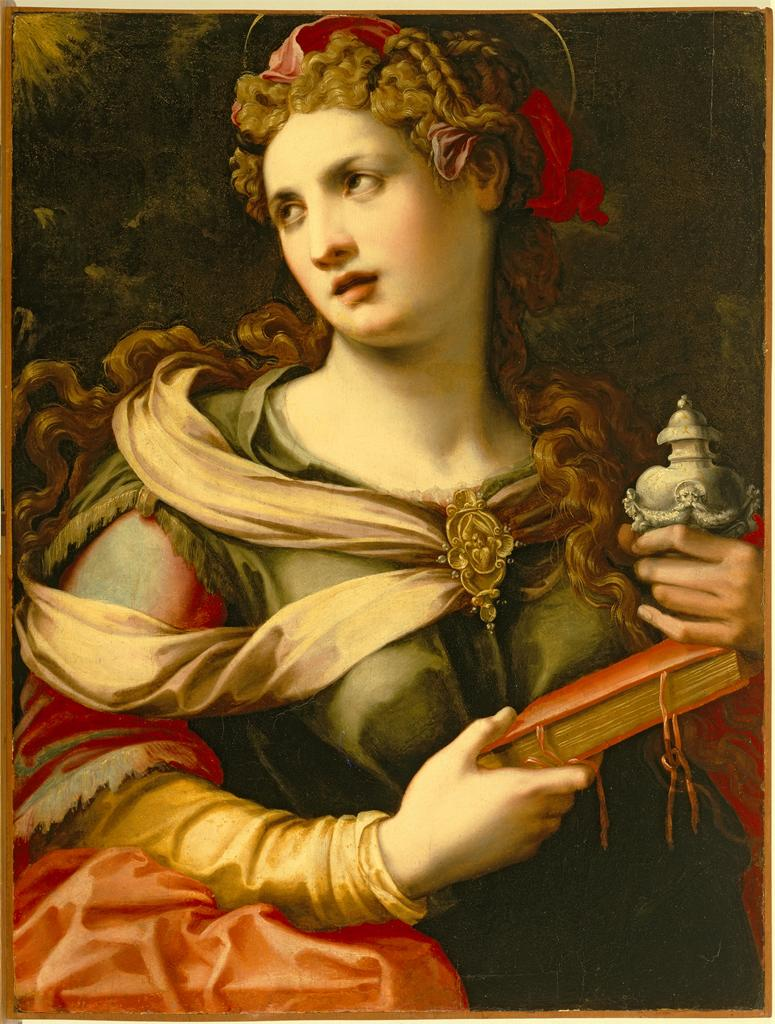
Мария Магдалина. Между 1560 и 1570. Дерево, масло. Музей изящных искусств, Хьюстон, Техас, США
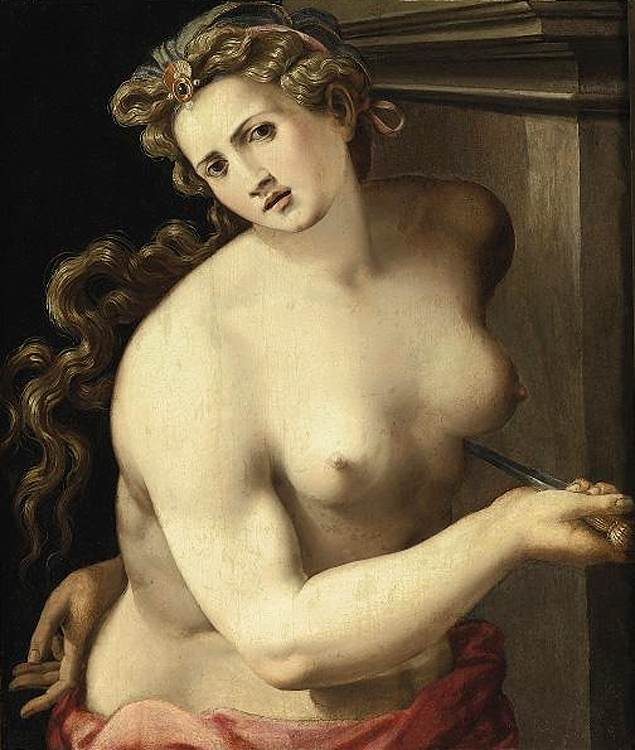
Лукреция. 1540-е. Дерево, масло. Частное собрание
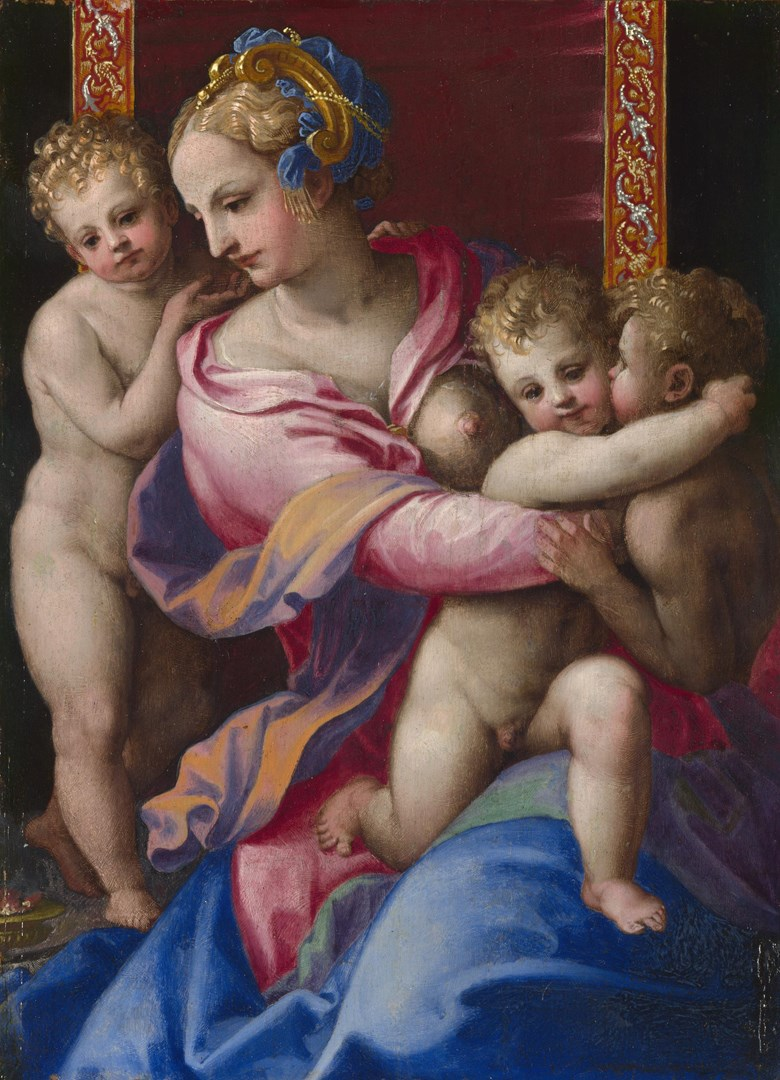
Mилосердие. Между 1568 и 1572. Дерево, масло. Национальная галерея, Лондон
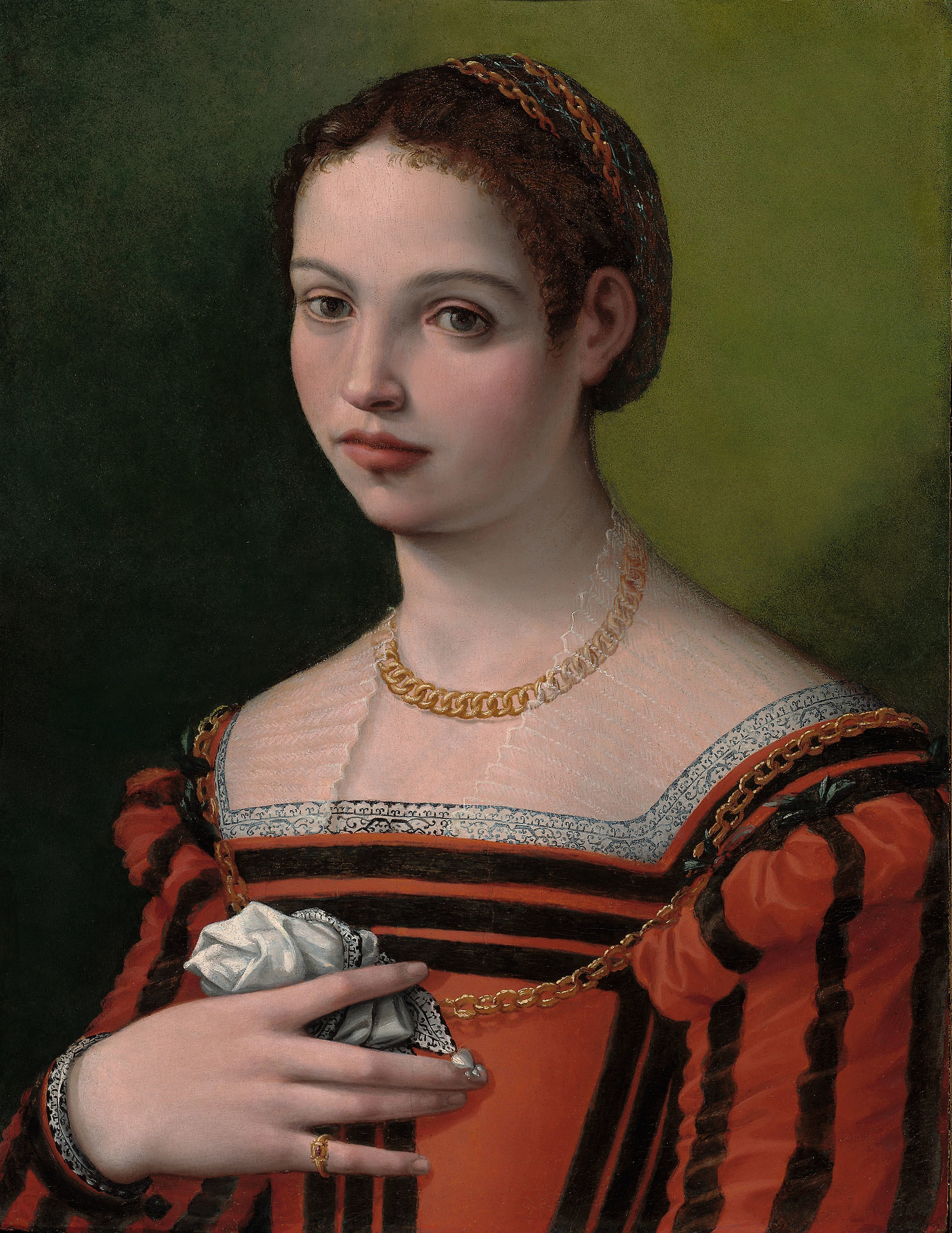
Женский портрет. Между 1501 и 1600. Дерево, масло. Чикагский институт искусств, США
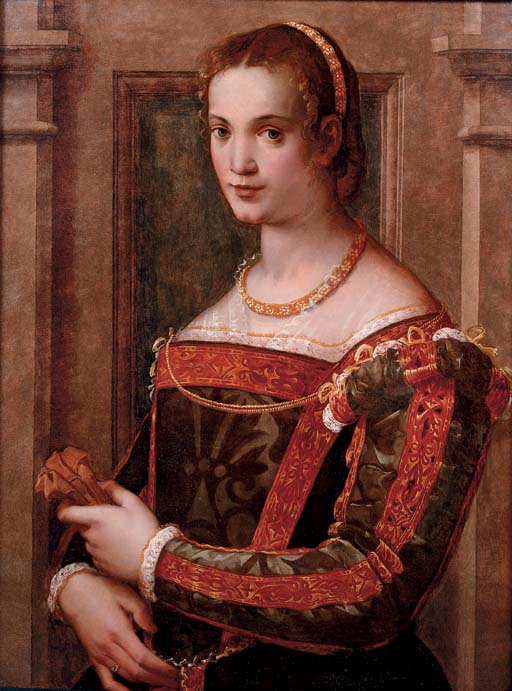
Портрет дамы. Между 1518 и 1577. Дерево, масло. Частное собрание